# Иванка Симоновић Секви
Иванка Симоновић Секви (латиницом Sequi) (Сремски Карловци, 1922 — 5. септембар 2012) била је знаменита српска чембалисткиња и музички педагог.

## Биографија
Иванка симоновић Секви је започела учење клавира у основној школи у Новом Саду и наставила током гимназије коју је завршила у Београду. У класи клавира професора Ћирила Личара завршила је Музичку академију у Београду 1948. године, где 1958. постаје стручни сарадник, а 1974. виши стручни сарадник. У то време већ наступа у земљи, али се одлучује за студије чембала на Конзерваторијуму Бенедето Марчело у Венецији, где је дипломирала 1964. године у класи Еђиде Ђордани Сартори. Те године почиње и са наступима у иностранству као чембалисткиња, на пример серија концерата на Сицилији 1978. године. Посебно место у њеном репертоару заузимала су дела Јохана Себастијана Баха и Доменика Скарлатија.
Иванка симоновић Секви је била члан Удружења музичких уметника Србије (УМУС) од 1948. године. Добила је Октобарску награду града Београда за најбоље остварење 1975. године поводом једног од својих рецитала дела Доменика Скарлатија.

## Дискографија
Непотпун списак, према Дискогсу, албуми:
- Доменико Скарлати - Сонате (ПГП-РТБ, 1985)